# Йохан Церклас Тили
Йохан Церклас Тили (на немски: Johann T'Serclaes Graf von Tilly, * февруари 1559 в двореца Тили, в община Вийерс ла Вил на херцогство Брабант, днес Валонски Брабант в Белгия, † 30 април 1632 в Инголщат, Бавария) е командир на войските на Католическата лига и императорски генерал през Тридесетгодишната война.

## Биография
Роден е в двореца Тили, на 30 км югоизточно от Брюксел. Той е син на Мартин Церклас († 1597) от Монтини и Балатре, наследствен сенешал на Графство Намюр, императорски дворцов съветник и генерал, и съпругата му Доротея фон Ширщет, дъщеря на Майнхард Стария фон Ширщет, унгарски кралски хофмаршал, и на Доротея фон Герсдорф.
Йохан е възпитаван в йезуитско училище. Той постъпва на испанска военна служба, след това на лотарингска, през 1598 г. е на императорска служба. През 1600 г. той се бие като полковник-лейтенант в Унгария при генерал Джорджо Баста против въстаници и в турските войни против Османците. През 1601 г. става полковник и след това артилерийски генерал. През 1610 г. херцог Максимилиан I от Бавария му поверява реорганизацията на баварската войска.
През 1620 г. войските на Католическата лига с командир Тили побеждават протестантите в битката на Бела планина при Прага. На 6 май 1622 г. Тили побеждава в битката при Минголсхайм маркграф Георг Фридрих фон Баден-Дурлах и заедно с брат му Якоб Церклас на 13 септември 1622 г. е издигнат на имперски граф. На 20 май 1631 г. фелдмаршал граф фон Тили завладява град Магдебург.
Тили е ранен на 15 април 1632 г. по време на защитата на Лех при Рейн и умира на 30 април 1632 г. в Инголщат от тетанус. През 1652 г. костите му са пренесени в Алтьотинг, където е погребан в ковчег със стъклен похлупак в Тили-гробницата на църквата Св. Филип и Якоб.